# 사울 루비넥
솔 루비넥(영어: Saul Rubinek, 영어 발음: /sɔːl/, 1948년 7월 2일 ~ )은 캐나다의 각본가, 영화 제작자, 영화 감독, 배우, 극작가이다. 이디시어를 쓰던 독일 폴란드계 유대인 가정 태생이나 9개월 때 캐나다로 이민하였다.

## 출연 작품

### 영화
- 블랙베리 (2023년) - 존 우드먼 역
- 이름들로 만든 노래 (2019년)
- 다이하드 스왓 (2015년) - 마티 역
- 킬 미 플리즈 (2010년)
- 넉클헤드 (2010년)
- 세번째 사랑 (2010년)
- 더 트로츠키 (2009년)
- 줄리아 (2008년)
- 더 익스프레스 (2008년)
- 브로큰 라이프 (2007년) - 보스 역
- 워 (2007) - 닥터 셔만 역
- 크루얼 벗 네시서리 (2005년)
- 산타 슬레이 (2005년) - 미스터 그린 역
- 퍼슈드 (2004년)
- 길디드 스톤스 (2004년) - 본인 역
- 인턴 아카데미 (2004년)
- 코스트 투 코스트 (2003년)
- 판초 비야 (2003년) - 엘리 모튼 역
- 바다스 (2003년)
- 노래하는 탐정 (2003년)
- 할리우드 북쪽 (2003년) - 폴 린더 역
- 트리거맨 (2002년) - 재저 역
- 블리처 범스 (2001년)
- 클럽 랜드 (2001년)
- 러시 아워 2 (2001년)
- 컨텐더 (2000년)
- 패밀리 맨 (2000년) - 알란 민츠 역
- 딕 (1999년) - 헨리 키신저 역
- 제리 앤 톰 (1998년)
- 블랙잭 (1998년)
- 가디언 시스템 (1997년)
- 저격자 (1996년)
- 히로시마 (1995년)
- 안드로이드 (1995년) - 피들러 역
- 섹스, 살인 그리고 운명 (1995, Nothing Lasts Forever)
- 레인보우 (1996)
- 닉슨 (1995) - 허브 클레인 역
- 메모리 런 (1995)
- 데스 위시 5 (1994) - 토니 호일 역
- 아이 러브 트러블 (1994)
- 아빠와 한판승 (1994)
- 앤 더 밴드 플레이드 온 (1993)
- 트루 로맨스 (1993) - 리 도노위츠 역
- 첩보원 가족 (1993)
- 맨 트러블 (1992)
- 용서받지 못한 자 (1992) - W.W. 보챔프 역
- 허영의 불꽃 (1990) - 제드 크레이머 역
- 어느 유태인 소년의 꿈 (1988, The Outside Chance of Maximilian Glick)
- Obsessed (1987)
- 월 스트리트 (1987)
- 달콤한 자유 (1986, Sweet Liberty)
- 마틴의 하루 (1985, Martin's Day)
- 어게인스트 (1984)
- 나의 청춘 5천마일 (1983, The Terry Fox Story)
- 병원광 시대 (1982, Young Doctors in Love)
- 하이포인트 (1982, Highpoint)
- 에이전시 (1980, The Agency)
- 데드 쉽 (1980) - 재키 역

### 텔레비전
- 제3의 눈 (1995-99)
- 프레이저 (1999-2002)
- Once and Again (2001-02)
- 마스터즈 오브 호러 - 광신도들(The Washingtonians) 편 (2007)
- 웨어하우스 13 (2009-14) - 아티 닐슨 역